# 청연공주
청연공주(淸衍公主, (1754년 7월 14일 ~ 1821년 7월 7일(음력 6월 9일))는 조선의 왕족이다. 추존왕 장조(사도세자)와 헌경왕후(혜경궁 홍씨)의 장녀이다. 생전 작위는 군주(郡主)였고 사후 고종황제 때 공주로 추봉되었다.

## 생애

### 가계
1754년(영조 30년) 사도세자와 세자빈 홍씨의 장녀로 태어났다. 성은 이, 본관은 전주이다. 정조 등의 친동생이다.
아버지 사도세자는 조선의 제21대 왕 영조의 왕세자로 책봉되었으나 나경언의 모함에 속아든 1762년(영조 38년) 영조에 의해 뒤주에 갇혀 죽임을 당했다. 어머니 혜경궁 홍씨는 풍산 홍씨 홍봉한의 딸로, 훗날 궁중문학의 효시로 평가받는 《한중록》을 지었다.

### 군주 시절
청연공주는 세자의 딸이었기에 공주가 아닌 정2품에 해당하는 군주로 불렸다. 1765년(영조 41년) 음력 윤2월 2일 참의를 지낸 김상익의 아들 김두성과 정혼하고, 음력 4월 11일 혼례를 진행하였다. 김두성은 훗날 김기성으로 이름을 고쳤으며, 군주와 혼인하여 광은부위(光恩副尉)에 책봉되었다. 1773년(영조 49년) 봄에는 동생 청선군주 및 의빈 성씨(정조의 후궁) 등과 함께 소설 《곽장양문록》을 필사했다.
이후 군주는 1821년(순조 21년) 음력 6월 9일 향년 68세를 일기로 사망하였다. 군주가 죽자 순조는 매우 슬퍼하며, 군주의 장례를 특별히 해조에서 거행하게 하였다.
훗날 고종이 대한제국을 개창하면서, 사도세자를 왕으로 추존하여 장종의 묘호를 올리고 혜경궁 홍씨에게는 헌경왕후의 시호를 올렸다. 이에 따라 두 사람의 딸인 청연군주도 청연공주(淸衍公主)로 추증되었다. 이때 남편 김기성도 광은위(光恩尉)로 진봉되었다.

## 가족 관계
청연공주는 남편 광산 김씨 김기성과의 사이에서 아들 둘을 두었다. 장남은 김재창이며, 이조판서와 판중추부사 등을 역임하였다. 차남은 김재삼이며, 음보로 벼슬길에 오른 후 의주부윤 등을 역임하였다.
왕가 전주 이씨
- 아버지 : 추존 장조의황제(莊祖懿皇帝, 사도세자, 1735~1762)
- 어머니 : 헌경의황후(獻敬懿皇后, 혜경궁 홍씨, 1735~1815)
  - 오빠 : 의소태자(懿昭太子, 의소세손, 1750~1752)
  - 오빠 : 제22대 정조선황제(正祖宣皇帝, 정조, 1752~1800, 재위:1776~1800)
  - 동생 : 청선공주(淸璿公主, 청선군주, 1756~1802)

시가 광산 김씨
- 시아버지 : 김상익(金相翊, 1721~1781)
  - 부마 : 김기성(金箕性, 1752~1811)[15]
    - 장남 : 김재창(金在昌, 1770~1849)
    - 장녀 : 광산 김씨(1771~1787), 임천 조씨 조재규(趙在奎, 1772~1843)의 처[16]
    - 차남 : 김재삼(金在三, 1776~1837)
    - 그 외 5남 1녀 일찍 죽음

## 청연공주가 등장한 작품
- 1998년 MBC 드라마 《대왕의 길》 배우:장수혜
- 2021년 MBC 드라마 《옷소매 붉은 끝동》배우: 김이온